# Fuerza

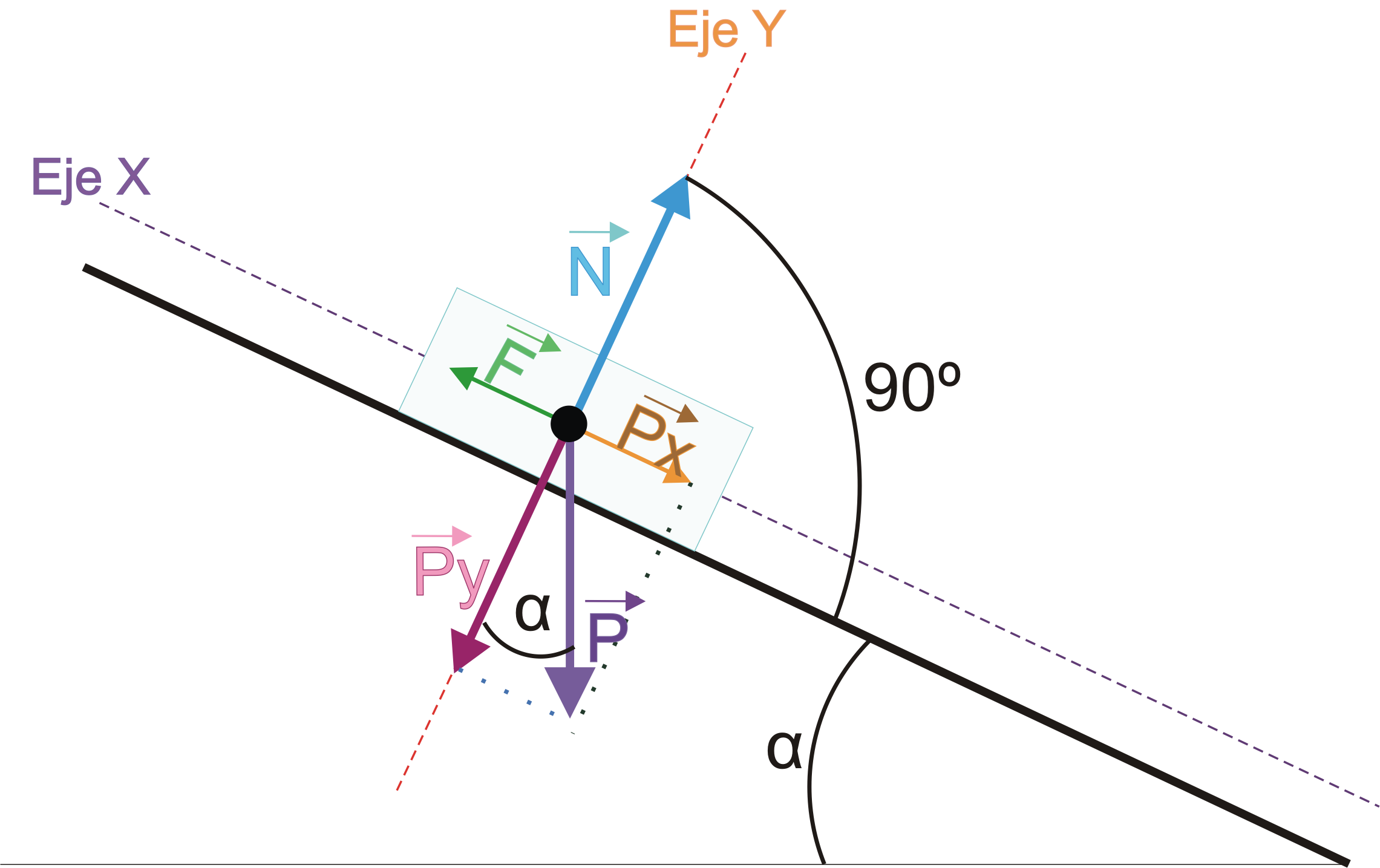
Descomposición de las fuerzas que actúan sobre un sólido situado en un plano inclinado

En física clásica, la fuerza (abreviatura F) es un fenómeno que modifica el movimiento de un cuerpo (lo acelera, frena, cambia el sentido, etc.) o bien lo deforma. Las fuerzas pueden representarse mediante vectores, ya que poseen magnitud y dirección. No debe confundirse el concepto de fuerza con el esfuerzo o la energía. 
En el Sistema Internacional de Unidades, la unidad de medida de la fuerza es el newton que se representa con el símbolo N, en reconocimiento a Isaac Newton por su aporte a la física, especialmente a la mecánica clásica. El newton es una unidad derivada del Sistema Internacional de Unidades que se define como la fuerza necesaria para proporcionar una aceleración de 1m/s² a un objeto de 1kg de masa.
Los conceptos relacionados con la fuerza incluyen: empuje, que aumenta la velocidad de un objeto; arrastrar, que disminuye la velocidad de un objeto; y par motor, que produce cambios en la velocidad de rotación de un objeto. En un cuerpo extendido, cada parte suele aplicar fuerzas sobre las partes adyacentes; la distribución de dichas fuerzas a través del cuerpo es la tensión mecánica interna. Tales tensiones mecánicas internas no causan ninguna aceleración de ese cuerpo, ya que las fuerzas se equilibran entre sí. La presión, la distribución de muchas fuerzas pequeñas aplicadas sobre un área de un cuerpo, es un tipo de tensión simple que, si se desequilibra, puede hacer que el cuerpo se acelere. El estrés suele provocar la deformación de los materiales sólidos, o el flujo en los fluidos.

## Introducción
La fuerza es un modelo matemático de intensidad de las interacciones, junto con la energía. Así, por ejemplo, la fuerza gravitacional es la atracción entre los cuerpos que tienen masa, el peso es la atracción que la Tierra ejerce sobre los objetos en las cercanías de su superficie, la fuerza elástica es la que ejerce un resorte deformado (comprimido o estirado). En física, hay dos tipos de ecuaciones de fuerza: las «de causas», en las cuales se especifica el origen de la atracción o repulsión, como, por ejemplo, la ley de la gravitación universal de Newton o la ley de Coulomb; y las «de efectos», la cual es, fundamentalmente, la segunda ley de Newton.
La fuerza es una magnitud física de carácter vectorial capaz de deformar un cuerpo (efecto estático), modificar su velocidad o vencer su inercia y ponerlos en movimiento si estaban inmóviles (efecto dinámico). En este sentido, la fuerza puede definirse como toda acción o influencia capaz de modificar el estado de movimiento o de reposo de un cuerpo (imprimiéndole una aceleración que modifica el módulo o la dirección de su velocidad).
Comúnmente nos referimos a la fuerza aplicada sobre un objeto sin tener en cuenta al otro objeto u objetos con los que está interactuando y que experimentarán, a su vez, otras fuerzas. Actualmente, cabe definir la fuerza como un ente físico matemático, de carácter vectorial, asociado con la interacción del cuerpo con otros cuerpos que constituyen su entorno. Este concepto tiene relación directa con la tercera ley de Newton.

## Desarrollo del concepto
Los filósofos de la Antigüedad utilizaron el concepto de fuerza en el estudio de los objetos estacionarios y en movimiento y de las máquinas simples, pero pensadores como Aristóteles y Arquímedes mantuvieron errores fundamentales en la comprensión de la fuerza. En parte, esto se debía a una comprensión incompleta de la fuerza, a veces no evidente, del rozamiento, y a una visión consecuentemente inadecuada de la naturaleza del movimiento natural. Un error fundamental fue la creencia de que se requiere una fuerza para mantener el movimiento, incluso a una velocidad constante. La mayoría de los malentendidos anteriores sobre el movimiento y la fuerza fueron finalmente corregidos por Galileo Galilei e Isaac Newton. Con su perspicacia matemática, Isaac Newton formuló las leyes del movimiento que no fueron mejoradas durante casi trescientos años. A principios del siglo XX, Einstein desarrolló una teoría de la relatividad que predecía correctamente la acción de las fuerzas sobre los objetos con momentos crecientes cercanos a la velocidad de la luz, y también proporcionó una visión de las fuerzas producidas por la gravitación y la inercia.
Con los conocimientos modernos de la mecánica cuántica y la tecnología que puede acelerar las partículas cerca de la velocidad de la luz, la física de partículas ha ideado un Modelo Estándar para describir las fuerzas entre partículas más pequeñas que los átomos. El Modelo Estándar predice que las partículas intercambiadas, llamadas bosones de gauge, son el medio fundamental por el que se emiten y absorben las fuerzas. Solo se conocen cuatro interacciones principales: en orden de fuerza decreciente, son: fuerte, electromagnética, débil, y gravitatoria.: 2–10 : 79  Física de partículas de alta energía Las observaciones realizadas durante las décadas de 1970 y 1980 confirmaron que las fuerzas débil y electromagnética son expresiones de una interacción electrodébil más fundamental.: 199–128 

## Historia

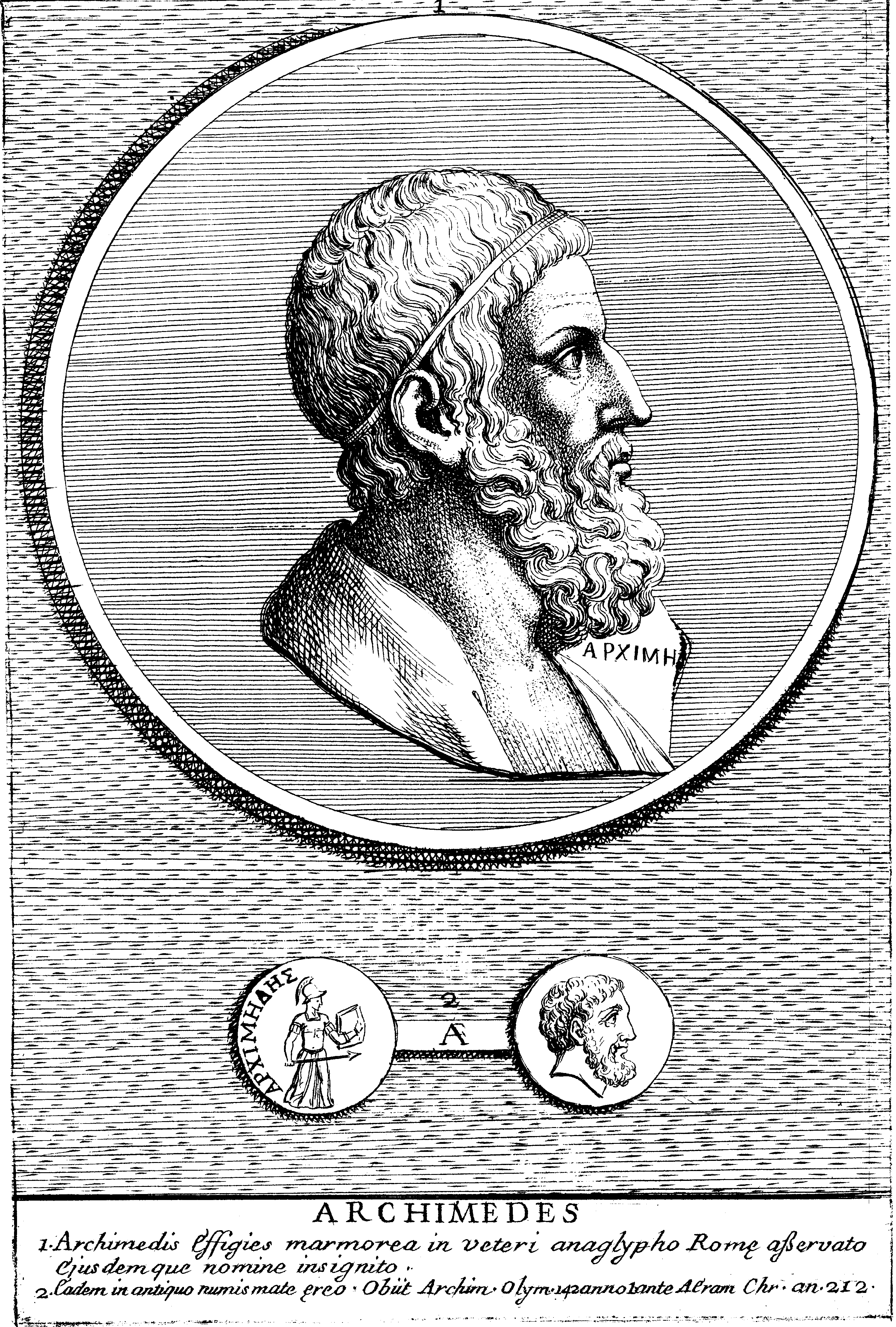
Busto de Arquímedes

El concepto de fuerza fue descrito originalmente por Arquímedes, si bien únicamente en términos estáticos. Arquímedes y otros creyeron que el «estado natural» de los objetos materiales en la esfera terrestre era el reposo y que los cuerpos tendían, por sí mismos, hacia ese estado si no se actuaba sobre ellos en modo alguno. De acuerdo con Aristóteles la perseverancia del movimiento requería siempre una causa eficiente (algo que parece concordar con la experiencia cotidiana, donde las fuerzas de fricción pueden pasar desapercibidas).
Galileo Galilei (1564-1642) sería el primero en dar una definición dinámica de fuerza, opuesta a la de Arquímedes, estableciendo claramente la ley de la inercia, afirmando que un cuerpo sobre el que no actúa ninguna fuerza permanece en movimiento inalterado. Esta ley, que refuta la tesis de Arquímedes, aún hoy día no resulta obvia para la mayoría de las personas sin formación científica.
Se considera que fue Isaac Newton el primero que formuló matemáticamente la moderna definición de fuerza, aunque también usó el término latino vis impressa ('fuerza impresa') y vis motrix para otros conceptos diferentes. Además, Isaac Newton postuló que las fuerzas gravitatorias variaban según la ley de la inversa del cuadrado de la distancia.
Charles Coulomb fue el primero que comprobó que la interacción entre cargas eléctricas o electrónicas puntuales también varía según la ley de la inversa del cuadrado de la distancia (1784).
En 1798, Henry Cavendish logró medir experimentalmente la fuerza de atracción gravitatoria entre dos masas pequeñas utilizando una balanza de torsión. Gracias a lo cual pudo determinar el valor de la constante de la gravitación universal y, por tanto, pudo calcular la masa de la Tierra.
Con el desarrollo de la electrodinámica cuántica, a mediados del siglo XX, se constató que la «fuerza» era una magnitud puramente macroscópica surgida de la conservación del momento lineal o cantidad de movimiento para partículas elementales. Por esa razón las llamadas fuerzas fundamentales suelen denominarse «interacciones fundamentales».

## Conceptos prenewtonianos

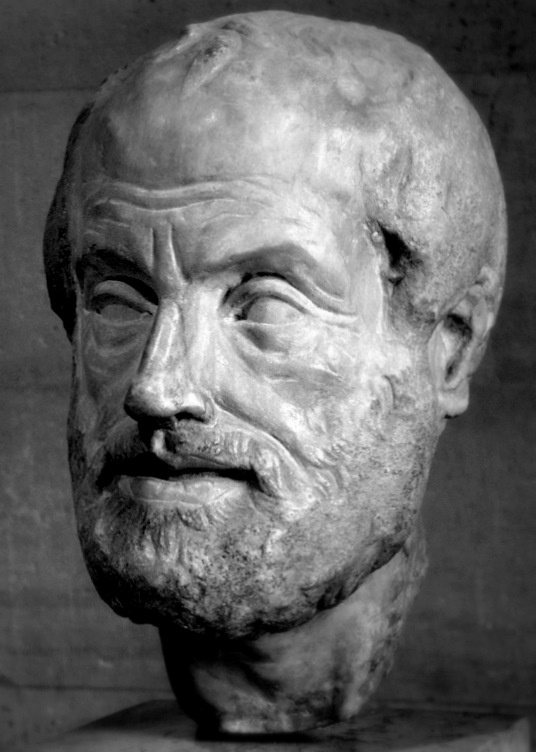
Aristóteles describió célebremente una fuerza como todo aquello que hace que un objeto sufra un «movimiento no natural»

Desde la Antigüedad el concepto de fuerza ha sido reconocido como parte integral del funcionamiento de cada una de las máquinas simples. La ventaja mecánica dada por una máquina simple permitía utilizar menos fuerza a cambio de que esa fuerza actuara sobre una mayor distancia para la misma cantidad de trabajo. El análisis de las características de las fuerzas culminó en última instancia con el trabajo de Arquímedes que fue especialmente famoso por formular un tratamiento de las fuerzas de flotación inherentes a los fluidos.
Aristóteles proporcionó una discusión filosófica del concepto de fuerza como parte integral de la Cosmología aristotélica. En opinión de Aristóteles, la esfera terrestre contenía cuatro elementos que llegan a descansar en diferentes «lugares naturales» de la misma. Aristóteles creía que los objetos inmóviles de la Tierra, los compuestos mayoritariamente por los elementos tierra y agua, estaban en su lugar natural en el suelo y que permanecerían así si se les dejaba tranquilos. Distinguía entre la tendencia innata de los objetos a encontrar su «lugar natural» (por ejemplo para que los cuerpos pesados caigan), lo que conducía al «movimiento natural», y el movimiento no natural o forzado, que requería la aplicación continua de una fuerza. Esta teoría, basada en la experiencia cotidiana de cómo se mueven los objetos, como la aplicación constante de una fuerza necesaria para mantener un carro en movimiento, tenía problemas conceptuales para explicar el comportamiento de los proyectiles, como el vuelo de las flechas. El lugar en el que el arquero mueve el proyectil estaba en el inicio del vuelo, y mientras el proyectil navegaba por el aire, ninguna causa eficiente discernible actuaba sobre él. Aristóteles era consciente de este problema y propuso que el aire desplazado a través de la trayectoria del proyectil lo lleva hasta su objetivo. Esta explicación exige un continuo como el aire para el cambio de lugar en general.
La física aristotélica comenzó a enfrentarse a las críticas en la ciencia medieval, primero por parte de Juan Filopón en el siglo VI.
Las deficiencias de la física aristotélica no se corregirían del todo hasta el trabajo del siglo XVII de Galileo Galilei, que se vio influenciado por la idea tardomedieval de que los objetos en movimiento forzado llevaban una fuerza innata de ímpetus. Galileo construyó un experimento en el que se hicieron rodar piedras y balas de cañón por una pendiente para refutar la teoría aristotélica del movimiento. Demostró que los cuerpos eran acelerados por la gravedad en una medida que era independiente de su masa y argumentó que los objetos conservan su velocidad a menos que se actúe sobre ellos con una fuerza, por ejemplo la fricción.
A principios del siglo XVII, antes de los Principios de Newton, el término «fuerza» (en latín: vis) se aplicaba a muchos fenómenos físicos y no físicos, por ejemplo, para la aceleración de un punto. El producto de una masa puntual por el cuadrado de su velocidad fue denominado vis viva (fuerza viva) por Leibniz. El concepto moderno de fuerza corresponde a la vis motrix de Newton. (fuerza de aceleración).

## Leyes de Newton

### Primera ley
La primera ley del movimiento de Newton establece que los objetos continúan moviéndose en un estado de velocidad constante a menos que se actúe sobre ellos con una fuerza neta externa. (fuerza resultante). Esta ley es una extensión de la idea de Galileo de que la velocidad constante estaba asociada a la falta de fuerza neta (véase una descripción más detallada de esto más adelante). Newton propuso que todo objeto con masa tiene una inercia innata que funciona como el «estado natural» de equilibrio fundamental en lugar de la idea aristotélica del «estado natural de reposo». Es decir, la primera ley empírica de Newton contradice la creencia intuitiva aristotélica de que se requiere una fuerza neta para mantener un objeto en movimiento con velocidad constante. Al hacer que el «reposo» sea físicamente indistinguible de la «velocidad constante no nula», la primera ley de Newton conecta directamente la inercia con el concepto de velocidades relativas. En concreto, en los sistemas en los que los objetos se mueven con diferentes velocidades, es imposible determinar qué objeto está «en movimiento» y qué objeto está «en reposo». Las leyes de la física son las mismas en todos los marcos de referencia inerciales, es decir, en todos los marcos relacionados por una transformación galileana.
Por ejemplo, mientras se viaja en un vehículo en movimiento a una velocidad constante, las leyes de la física no cambian como resultado de su movimiento. Si una persona que viaja dentro del vehículo lanza una pelota hacia arriba, esa persona observará que se eleva verticalmente y cae verticalmente y no tendrá que aplicar una fuerza en la dirección en que se mueve el vehículo. Otra persona, observando el paso del vehículo en movimiento, observaría que la pelota sigue una trayectoria curva parabólica en la misma dirección que el movimiento del vehículo. Es la inercia de la pelota, asociada a su velocidad constante en la dirección del movimiento del vehículo, la que hace que la pelota siga avanzando incluso cuando es lanzada hacia arriba y vuelve a caer. Desde la perspectiva de la persona que va en el coche, el vehículo y todo lo que hay en su interior está en reposo: Es el mundo exterior el que se mueve con una velocidad constante en dirección contraria a la del vehículo. Como no hay ningún experimento que pueda distinguir si es el vehículo el que está en reposo o el mundo exterior el que está en reposo, se considera que ambas situaciones son físicamente indistinguibles. Por lo tanto, la inercia se aplica igualmente al movimiento de velocidad constante que al reposo.

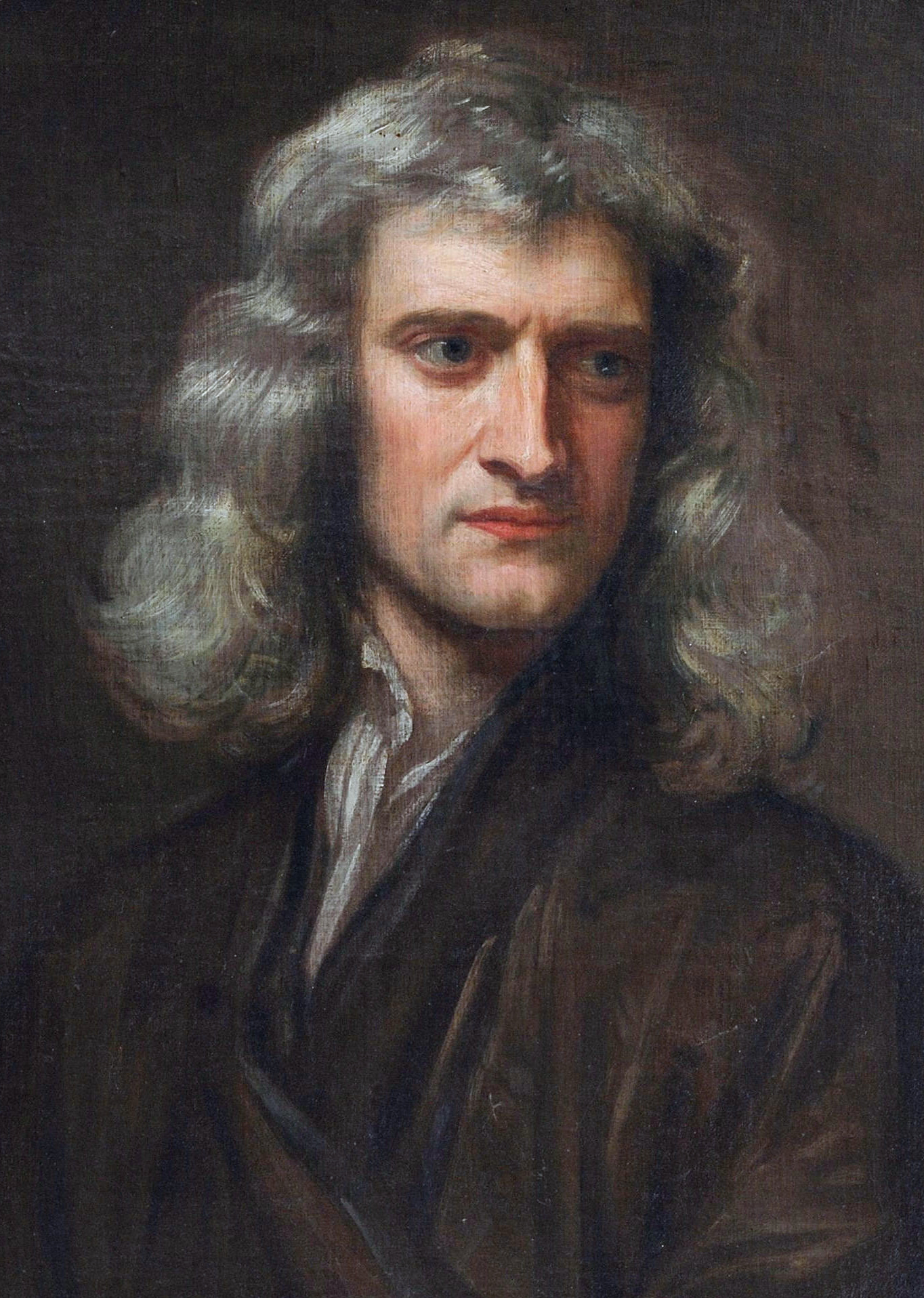
Aunque la ecuación más famosa de Sir Isaac Newton es
, en realidad escribió una forma diferente para su segunda ley del movimiento que no utilizaba cálculo diferencial.

### Segunda ley
Un enunciado moderno de la segunda ley de Newton es una ecuación vectorial:
{\displaystyle {\vec {F}}={\frac {\mathrm {d} {\vec {p}}}{\mathrm {d} t}},}
donde {\displaystyle {\vec {p}}} es el momento del sistema, y {\displaystyle {\vec {F}}} es la fuerza neta «suma de vectores». Si un cuerpo está en equilibrio, la fuerza «neta» es nula por definición (aunque puede haber fuerzas equilibradas). Por el contrario, la segunda ley establece que si hay una fuerza desequilibrada que actúa sobre un objeto, el momento del objeto cambiará con el tiempo.
Por la definición de momento,
{\displaystyle {\vec {F}}={\frac {\mathrm {d} {\vec {p}}}{\mathrm {d} t}}={\frac {\mathrm {d} \left(m{\vec {v}}\right)}{\mathrm {d} t}},}
donde m es la masa y {\displaystyle {\vec {v}}} es la velocidad.: 9–1, 9–2 
Si se aplica la segunda ley de Newton a un sistema de masa constante, m puede moverse fuera del operador de la derivada. La ecuación se convierte entonces en
{\displaystyle {\vec {F}}=m{\frac {\mathrm {d} {\vec {v}}}{\mathrm {d} t}}.}
Sustituyendo la definición de aceleración, se obtiene la versión algebraica de la segunda ley de Newton:
{\displaystyle {\vec {F}}=m{\vec {a}}.}
Newton nunca ha indicado explícitamente la fórmula en la forma reducida anterior.
La segunda ley de Newton afirma la proporcionalidad directa de la aceleración a la fuerza y la proporcionalidad inversa de la aceleración a la masa. Las aceleraciones pueden definirse mediante mediciones cinemáticas. Sin embargo, mientras que la cinemática está bien descrita a través del análisis del marco de referencia en la física avanzada, todavía hay profundas preguntas que permanecen en cuanto a cuál es la definición apropiada de masa. La relatividad general ofrece una equivalencia entre el espacio-tiempo y la masa, pero a falta de una teoría coherente de la gravedad cuántica, no está claro cómo o si esta conexión es relevante en las microescalas. Con cierta justificación, la segunda ley de Newton puede tomarse como una definición cuantitativa de «masa» escribiendo la ley como una igualdad; las unidades relativas de fuerza y masa quedan entonces fijadas.
El uso de la segunda ley de Newton como definición de la fuerza ha sido despreciado en algunos de los libros de texto más rigurosos, Una excepción a esta regla es: porque es esencialmente una perogrullada matemática. Entre los físicos, filósofos y matemáticos notables que han buscado una definición más explícita del concepto de fuerza se encuentran Ernst Mach y Walter Noll.
La segunda ley de Newton puede utilizarse para medir la fuerza de las fuerzas. Por ejemplo, el conocimiento de las masas de los planetas junto con las aceleraciones de sus órbitas permite a los científicos calcular las fuerzas gravitatorias sobre los planetas.

### Tercera ley
Siempre que un cuerpo ejerce una fuerza sobre otro, éste ejerce simultáneamente una fuerza igual y opuesta sobre el primero. En forma vectorial, si
{\displaystyle \scriptstyle {\vec {F}}_{1,2}} es la fuerza del cuerpo 1 sobre el cuerpo 2 y {\displaystyle \scriptstyle {\vec {F}}_{2,1}} la del cuerpo 2 en el cuerpo 1, entonces
{\displaystyle {\vec {F}}_{1,2}=-{\vec {F}}_{2,1}.}
Esta ley se denomina a veces ley de acción-reacción, con {\displaystyle \scriptstyle {\vec {F}}_{1,2}} llamada la acción y {\displaystyle \scriptstyle -{\vec {F}}_{2,1}} la reacción.
La tercera ley de Newton es el resultado de aplicar la simetría a las situaciones en las que las fuerzas pueden atribuirse a la presencia de diferentes objetos. La tercera ley significa que todas las fuerzas son interacciones entre cuerpos diferentes, y, por tanto, que no existe una fuerza unidireccional o que actúe sobre un solo cuerpo.
En un sistema compuesto por el objeto 1 y el objeto 2, la fuerza neta sobre el sistema debida a sus interacciones mutuas es cero:
{\displaystyle {\vec {F}}_{1,2}+{\vec {F}}_{\mathrm {2,1} }=0.}
Más generalmente, en un sistema cerrado de partículas, todas las fuerzas internas están equilibradas. Las partículas pueden acelerarse entre sí, pero el centro de masa del sistema no se acelera. Si una fuerza externa actúa sobre el sistema, hará que el centro de masa se acelere en proporción a la magnitud de la fuerza externa dividida por la masa del sistema.: 19–1 
Combinando la Segunda y la Tercera Ley de Newton, es posible demostrar que la momento lineal de un sistema se conserva. En un sistema de dos partículas, si {\displaystyle \scriptstyle {\vec {p}}_{1}} es el momento del objeto 1 y {\displaystyle \scriptstyle {\vec {p}}_{2}} el momento del objeto 2, entonces
{\displaystyle {\frac {\mathrm {d} {\vec {p}}_{1}}{\mathrm {d} t}}+{\frac {\mathrm {d} {\vec {p}}_{2}}{\mathrm {d} t}}={\vec {F}}_{1,2}+{\vec {F}}_{2,1}=0.}
Utilizando argumentos similares, esto puede generalizarse a un sistema con un número arbitrario de partículas. En general, siempre que todas las fuerzas se deban a la interacción de objetos con masa, es posible definir un sistema tal que el momento neto nunca se pierda ni se gane.

## Fuerza en mecánica newtoniana
La fuerza se puede definir a partir de la derivada temporal del momento lineal:

{\displaystyle \mathbf {F} ={\frac {d\mathbf {p} }{dt}}={\frac {d(m\mathbf {v} )}{dt}}}

Si la masa permanece constante, se puede escribir:

(*){\displaystyle \mathbf {F} =m{\frac {d\mathbf {v} }{dt}}=m\mathbf {a} }

donde m es la masa y a la aceleración, que es la expresión tradicional de la segunda ley de Newton. En el caso de la estática, donde no existen aceleraciones, las fuerzas actuantes pueden deducirse de consideraciones de equilibrio.
La ecuación (*) es útil sobre todo para describir el movimiento de partículas o cuerpos cuya forma no es importante para el problema planteado. Pero incluso si se trata de estudiar la mecánica de sólidos rígidos se necesitan postulados adicionales para definir la velocidad angular del sólido, o su aceleración angular así como su relación con las fuerzas aplicadas. Para un sistema de referencia arbitrario la ecuación (*) debe substituirse por:

{\displaystyle \mathbf {F} =m{\frac {d^{2}\mathbf {r} }{dt^{2}}}+2\mathbf {A} _{t}{\frac {d\mathbf {r} }{dt}}+\left({\frac {d\mathbf {A} _{t}}{dt}}-\mathbf {A} _{t}^{2}\right)\mathbf {r} }

Donde:

{\displaystyle \mathbf {A} _{t}={\begin{pmatrix}0&\omega _{z}(t)&-\omega _{y}(t)\\-\omega _{z}(t)&0&\omega _{x}(t)\\\omega _{y}(t)&-\omega _{x}(t)&0\end{pmatrix}},\qquad \mathbf {A} _{t}\mathbf {u} ={\boldsymbol {\omega }}(t)\times \mathbf {u} }

### Fuerzas de contacto y fuerzas a distancia
En un sentido estricto, todas las fuerzas naturales son fuerzas producidas a distancia como producto de la interacción entre cuerpos; sin embargo desde el punto de vista macroscópico, se acostumbra a dividir a las fuerzas en dos tipos generales:
- Fuerzas de contacto, las que se dan como producto de la interacción de los cuerpos en contacto directo; es decir, impactando sus superficies libres (como la fuerza normal).
- Fuerzas a distancia, como la fuerza gravitatoria o la coulómbica entre cargas, debido a la interacción entre campos (gravitatorio, eléctrico, etc.) y que se producen cuando los cuerpos están separados cierta distancia unos de los otros, por ejemplo: el peso.

### Fuerzas internas y de contacto

F_{N} representa la fuerza normal ejercida por el plano inclinado sobre el objeto situado sobre él

En los sólidos, el principio de exclusión de Pauli conduce junto con la conservación de la energía a que los átomos tengan sus electrones distribuidos en capas y tengan impenetrabilidad a pesar de estar vacíos en un 99 %. La impenetrabilidad se deriva de que los átomos sean «extensos» y que los electrones de las capas exteriores ejerzan fuerzas electrostáticas de repulsión que hacen que la materia sea macroscópicamente impenetrable.
Lo anterior se traduce en que dos cuerpos puestos en «contacto» experimentarán superficialmente fuerzas resultantes normales (o aproximadamente normales) a la superficie que impedirán el solapamiento de las nubes electrónicas de ambos cuerpos.
Las fuerzas internas son similares a las fuerzas de contacto entre ambos cuerpos y si bien tienen una forma más complicada, ya que no existe una superficie macroscópica a través de la cual se den la superficie. La complicación se traduce por ejemplo en que las fuerzas internas necesitan ser modelizadas mediante un tensor de tensiones en que la fuerza por unidad de superficie que experimenta un punto del interior depende de la dirección a lo largo de la cual se consideren las fuerzas.
Lo anterior se refiere a sólidos, en los fluidos en reposo las fuerzas internas dependen esencialmente de la presión, y en los fluidos en movimiento también la viscosidad puede desempeñar un papel importante.

### Fricción
La fricción en sólidos puede darse entre sus superficies libres en contacto. En el tratamiento de los problemas mediante mecánica newtoniana, la fricción entre sólidos frecuentemente se modeliza como una fuerza tangente sobre cualquiera de los planos del contacto entre sus superficies, de valor proporcional a la fuerza normal.
El rozamiento entre sólido-líquido y en el interior de un líquido o un gas depende esencialmente de si el flujo se considera laminar o turbulento y de su ecuación constitutiva.

### Fuerza gravitatoria

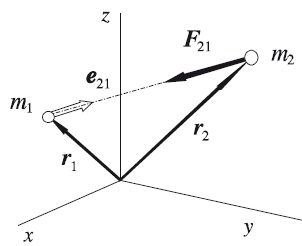
Fuerzas gravitatorias entre dos partículas

En mecánica newtoniana la fuerza de atracción entre dos masas, cuyos centros de gravedad están lejos comparadas con las dimensiones del cuerpo, viene dada por la ley de la gravitación universal de Newton:

{\displaystyle \mathbf {F} _{21}=-G{\frac {m_{1}m_{2}}{|\mathbf {r} _{21}|^{2}}}\mathbf {e} _{21}=-G{\frac {m_{1}m_{2}}{|\mathbf {r} _{21}|^{3}}}\mathbf {r} _{21}}

Donde:
{\displaystyle \mathbf {F} _{21}} es la fuerza que actúa sobre el cuerpo 2, ejercida por el cuerpo 1.
{\displaystyle G\,} constante de la gravitación universal.
{\displaystyle \mathbf {r} _{21}=\mathbf {r} _{2}-\mathbf {r} _{1}} vector de posición relativo del cuerpo 2 respecto al cuerpo 1.
{\displaystyle \mathbf {e} _{21}} es el vector unitario dirigido desde 1 hacía 2.
{\displaystyle m_{1},m_{2}\,} masas de los cuerpos 1 y 2.
Cuando la masa de uno de los cuerpos es muy grande en comparación con la del otro (por ejemplo, si tiene dimensiones planetarias), la expresión anterior se transforma en otra más simple:

{\displaystyle \mathbf {F} =-m\left(G{\frac {M}{R_{0}^{2}}}\right){\hat {\mathbf {u} }}_{r}=-mg{\hat {\mathbf {u} }}_{r}=m\mathbf {g} }

Donde:
{\displaystyle \mathbf {F} } es la fuerza de un cuerpo de gran masa (como un planeta o una estrella) sobre el cuerpo pequeño.
{\displaystyle \mathbf {u} _{r}} es un vector unitario dirigido desde el centro del cuerpo de gran masa al cuerpo de menor masa.
{\displaystyle R_{0}\,} es la distancia entre el centro del cuerpo de gran masa y el de menor masa.

### Fuerzas de campos estacionarios
En mecánica newtoniana también es posible modelizar algunas fuerzas constantes en el tiempo como campos de fuerza. Por ejemplo la fuerza entre dos cargas eléctricas inmóviles, puede representarse adecuadamente mediante la ley de Coulomb:

{\displaystyle \mathbf {F} _{12}=-\kappa {\frac {q_{1}q_{2}}{\|\mathbf {r} _{12}\|^{3}}}\mathbf {r} _{12}}

Donde:
{\displaystyle \mathbf {F} _{12}} es la fuerza ejercida por la carga 1 sobre la carga 2.
{\displaystyle \kappa \,} una constante que dependerá del sistema de unidades para la carga.
{\displaystyle \mathbf {r} _{12}} vector de posición de la carga 2 respecto a la carga 1.
{\displaystyle q_{1},q_{2}\,} valor de las cargas.
También los campos magnéticos estáticos y los debidos a cargas estáticas con distribuciones más complejas pueden resumirse en dos funciones vectoriales llamadas campo eléctrico y campo magnético tales que una partícula en movimiento respecto a las fuentes estáticas de dichos campos viene dada por la expresión de Lorentz:

{\displaystyle \mathbf {F} =q(\mathbf {E} +\mathbf {v} \times \mathbf {B} ),}

Donde:
{\displaystyle \mathbf {E} } es el campo eléctrico.
{\displaystyle \mathbf {B} } es el campo magnético.
{\displaystyle \mathbf {v} } es la velocidad de la partícula.
{\displaystyle q\,} es la carga total de la partícula.
Los campos de fuerzas no constantes sin embargo presentan una dificultad especialmente cuando están creados por partículas en movimiento rápido, porque en esos casos los efectos relativistas de retardo pueden ser importantes, y la mecánica clásica, da lugar a un tratamiento de acción a distancia que puede resultar inadecuado si las fuerzas cambian rápidamente con el tiempo.

### Fuerza eléctrica
La fuerza eléctrica también son de acción a distancia, pero a veces la interacción entre los cuerpos actúa como una fuerza atractiva mientras que, otras veces, tiene el efecto inverso, es decir puede actuar como una fuerza repulsiva.

### Unidades de fuerza
En el Sistema Internacional de Unidades (SI) y en el Cegesimal (cgs), el hecho de definir la fuerza a partir de la masa y la aceleración (magnitud en la que intervienen longitud y tiempo), conlleva a que la fuerza sea una magnitud derivada. Por el contrario, en el Sistema Técnico la fuerza es una Unidad Fundamental y a partir de ella se define la unidad de masa en este sistema, la unidad técnica de masa, abreviada u.t.m. (no tiene símbolo). Este hecho atiende a las evidencias que posee la física actual, expresado en el concepto de fuerzas fundamentales, y se ve reflejado en el Sistema Internacional de Unidades.
- Sistema Internacional de Unidades (SI)
  - newton (N)
- Sistema Técnico de Unidades
  - kilogramo-fuerza (kgf) o kilopondio (kp)
- Sistema Cegesimal de Unidades
  - dina (dyn)
- Sistema anglosajón de unidades
  - Poundal
  - Libra fuerza (lbf)
  - KIP (= 1000 lbf)

Equivalencias
1 newton = 100 000 dinas
1 kilogramo-fuerza = 9,80665 newtons
1 libra fuerza ≡ 4,448222 newtons

## Fuerza en mecánica relativista
En relatividad especial, la fuerza se debe definir solamente como derivada del momento lineal, ya que en este caso la fuerza no resulta simplemente proporcional a la aceleración:

{\displaystyle \mathbf {F} ={\frac {d}{dt}}\left({\frac {m\mathbf {v} }{\sqrt {1-{\frac {v^{2}}{c^{2}}}}}}\right)={\frac {m\mathbf {v} }{\left[1-{\frac {v^{2}}{c^{2}}}\right]^{3/2}}}\left({\frac {\mathbf {v} }{c^{2}}}\cdot \mathbf {a} \right)+{\frac {m\mathbf {a} }{\sqrt {1-{\frac {v^{2}}{c^{2}}}}}}}

De hecho en general el vector de aceleración y el de fuerza ni siquiera serán paralelos, solo en el movimiento circular uniforme y en cualquier movimiento rectilíneo serán paralelos el vector de fuerza y aceleración pero en general el módulo de la fuerza dependerá tanto de la velocidad como de la aceleración.

### «Fuerza» gravitatoria
En la teoría de la relatividad general el campo gravitatorio no se trata como un campo de fuerzas real, sino como un efecto de la curvatura del espacio-tiempo. Una partícula másica que no sufre el efecto de ninguna otra interacción, más que de la gravitatoria, seguirá una trayectoria geodésica de mínima curvatura a través del espacio-tiempo, y por tanto su ecuación de movimiento será:

{\displaystyle {\cfrac {d^{2}x^{\mu }}{ds^{2}}}+\sum _{\sigma ,\nu }\Gamma _{\sigma \nu }^{\mu }{\cfrac {dx^{\sigma }}{ds}}{\cfrac {dx^{\nu }}{ds}}=0}

Donde:
{\displaystyle x^{\mu }\,} son las coordenadas de posición de la partícula.
{\displaystyle s\,} el parámetro de arco, que es proporcional al tiempo propio de la partícula.
{\displaystyle \Gamma _{\sigma \nu }^{\mu }\,} son los símbolos de Christoffel correspondientes a la métrica del espacio-tiempo.
La fuerza gravitatoria aparente procede del término asociado a los símbolos de Christoffel. Un observador en «caída libre» formará un sistema de referencia en movimiento en el que dichos símbolos de Christoffel son nulos, y por tanto no percibirá ninguna fuerza gravitatoria tal como sostiene el principio de equivalencia que ayudó a Einstein a formular sus ideas sobre el campo gravitatorio.

### Fuerza electromagnética
El efecto del campo electromagnético sobre una partícula relativista viene dado por la expresión covariante de la fuerza de Lorentz:

{\displaystyle f_{\alpha }=\sum _{\beta }q\ F_{\alpha \beta }\ u^{\beta }\,}

Donde:
{\displaystyle f_{\alpha }\,} son las componentes covariantes de la cuadrifuerza experimentada por la partícula.
{\displaystyle F_{\alpha \beta }\,} son las componentes del tensor de campo electromagnético.
{\displaystyle u^{\alpha }\,} son las componentes de la cuadrivelocidad de la partícula.
La ecuación de movimiento de una partícula en un espacio-tiempo curvo y sometida a la acción de la fuerza anterior viene dada por:

{\displaystyle m{\frac {Du^{\mu }}{D\tau }}=m\left({\cfrac {d^{2}x^{\mu }}{d\tau ^{2}}}+\Gamma _{\sigma \nu }^{\mu }{\cfrac {dx^{\sigma }}{d\tau }}{\cfrac {dx^{\nu }}{d\tau }}\right)=f^{\mu }}

Donde la expresión anterior se ha aplicado el convenio de sumación de Einstein para índices repetidos, el miembro de la derecha representa la cuadriaceleración y siendo las otras magnitudes:
{\displaystyle f^{\mu }=g^{\mu \alpha }f_{\alpha }\,} son las componentes contravarianetes de la cuadrifuerza electromagnética sobre la partícula.
{\displaystyle m\,} es la masa de la partícula.

## Fuerza en física cuántica

### Fuerza en mecánica cuántica
En mecánica cuántica no resulta fácil definir para muchos sistemas un equivalente claro de la fuerza. Esto sucede porque en mecánica cuántica un sistema mecánico queda descrito por una función de onda o vector de estado {\displaystyle \scriptstyle |\psi \rangle } que en general representa a todo el sistema en conjunto y no puede separarse en partes. Solo para sistemas donde el estado del sistema pueda descomponerse de manera no ambigua en la forma {\displaystyle \scriptstyle |\psi \rangle =|\psi _{A}\rangle +|\psi _{B}\rangle } donde cada una de esas dos partes representa una parte del sistema es posible definir el concepto de fuerza. Sin embargo, en la mayoría de sistemas interesantes no es posible esta descomposición. Por ejemplo si consideramos el conjunto de electrones de un átomo, que es un conjunto de partículas idénticas no es posible determinar una magnitud que represente la fuerza entre dos electrones concretos, porque no es posible escribir una función de onda que describa por separado los dos electrones.
Sin embargo, en el caso de una partícula aislada sometida a la acción de una fuerza conservativa es posible describir la fuerza mediante un potencial externo e introducir la noción de fuerza. Esta situación es la que se da por ejemplo en el modelo atómico de Schrödinger para un átomo hidrogenoide donde el electrón y el núcleo son discernibles uno de otro. En este y otros casos de una partícula aislada en un potencial el teorema de Ehrenfest lleva a una generalización de la segunda ley de Newton en la forma:

{\displaystyle {\frac {d}{dt}}\langle p\rangle =\int \Phi ^{*}V(\mathbf {x} ,t)\nabla \Phi ~d^{3}\mathbf {x} -\int \Phi ^{*}(\nabla V(\mathbf {x} ,t))\Phi ~d^{3}\mathbf {x} -\int \Phi ^{*}V(\mathbf {x} ,t)\nabla \Phi ~d^{3}\mathbf {x} }
{\displaystyle =0-\int \Phi ^{*}(\nabla V(\mathbf {x} ,t))\Phi ~d^{3}\mathbf {x} -0=\langle -\nabla V(\mathbf {x} ,t)\rangle =\langle F\rangle ,}

Donde:
{\displaystyle <p>\,} es el valor esperado del momento lineal de la partícula.
{\displaystyle \Phi (\mathbf {x} ),\Phi ^{*}(\mathbf {x} )} es la función de onda de la partícula y su compleja conjugada.
{\displaystyle V(\mathbf {x} ,t)\,} es el potencial del que derivar las «fuerzas».
{\displaystyle \nabla \,} denota el operador nabla.
En otros casos como los experimentos de colisión o dispersión de partículas elementales de energía positiva que son disparados contra otras partículas que hacen de blanco, como los experimentos típicos llevados a cabo en aceleradores de partículas a veces es posible definir un potencial que está relacionado con la fuerza típica que experimentará una partícula en colisión, pero aun así en muchos casos no puede hablarse de fuerza en el sentido clásico de la palabra.

### Fuerzas fundamentales en teoría cuántica de campos

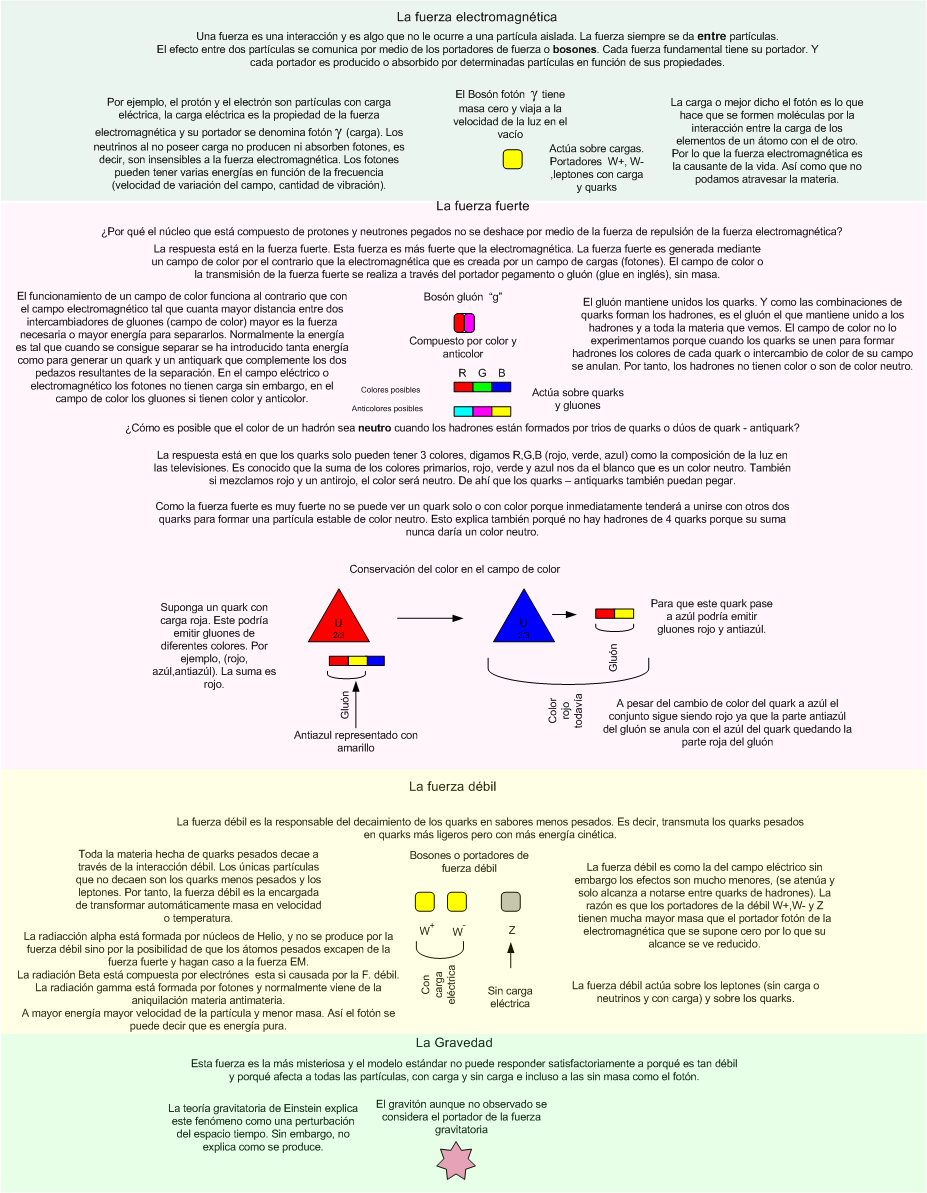
Cuadro explicativo de las 4 fuerzas fundamentales

En teoría cuántica de campos, el término «fuerza» tiene un sentido ligeramente diferente al que tiene en mecánica clásica debido a la dificultad específica señalada en la sección anterior de definir un equivalente cuántico de las fuerzas clásicas. Por esa razón el término «fuerza fundamental» en teoría cuántica de campos se refiere al modo de interacción entre partículas o campos cuánticos, más que a una medida concreta de la interacción de dos partículas o campos.
La teoría cuántica de campos trata de dar una descripción de las formas de interacción existentes entre las diferentes formas de materia o campos cuánticos existentes en el Universo. Así el término «fuerzas fundamentales» se refiere actualmente a los modos claramente diferenciados de interacción que conocemos. Cada fuerza fundamental quedará descrita por una teoría diferente y postulará diferentes lagrangianos de interacción que describan como es ese modo peculiar de interacción.
Cuando se formuló la idea de fuerza fundamental se consideró que existían cuatro «fuerzas fundamentales»: la gravitatoria, la electromagnética, la nuclear fuerte y la nuclear débil. La descripción de las «fuerzas fundamentales» tradicionales es la siguiente:
1. La gravitatoria es la fuerza de atracción que una masa ejerce sobre otra, y afecta a todos los cuerpos. La gravedad es una fuerza muy débil y de un solo sentido, pero de alcance infinito.
2. La fuerza electromagnética afecta a los cuerpos eléctricamente cargados, y es la fuerza involucrada en las transformaciones físicas y químicas de átomos y moléculas. Es mucho más intensa que la fuerza gravitatoria, puede tener dos sentidos (atractivo y repulsivo) y su alcance es infinito.
3. La fuerza o interacción nuclear fuerte es la que mantiene unidos los componentes de los núcleos atómicos, y actúa indistintamente entre dos nucleones cualesquiera, protones o neutrones. Su alcance es del orden de las dimensiones nucleares, pero es más intensa que la fuerza electromagnética.
4. La fuerza o interacción nuclear débil es la responsable de la desintegración beta de los neutrones; los neutrinos son sensibles únicamente a este tipo de interacción (aparte de la gravitatoria) electromagnética y su alcance es aún menor que el de la interacción nuclear fuerte.

Sin embargo, cabe señalar que el número de fuerzas fundamentales en el sentido anteriormente expuesto depende de nuestro estado de conocimiento, así hasta finales de los años 1960 la interacción débil y la interacción electromagnética se consideraban fuerzas fundamentales diferentes, pero los avances teóricos permitieron establecer que en realidad ambos tipos de interacción eran manifestaciones fenomenológicamente diferentes de la misma «fuerza fundamental», la interacción electrodébil. Se tiene la sospecha de que en última instancia todas las «fuerzas fundamentales» son manifestaciones fenomenológicas de una única «fuerza» que sería descrita por algún tipo de teoría unificada o teoría del todo.